# DAX
DAX (производное от нем. Deutscher Aktienindex, на рынке указан как GER30) — важнейший фондовый индекс Германии. Индекс вычисляется как среднее взвешенное по капитализации значение цен акций крупнейших акционерных компаний Германии (при этом капитализация рассчитывается лишь на основе акций, находящихся в свободном обращении). Индекс учитывает также полученные в виде дивидендов доходы по акциям, предполагая, что дивиденды реинвестируются в акцию, по которой был получен данный дивиденд. Таким образом, индекс отражает суммарный доход по капиталу.
DAX был создан 1 июля 1988 года. Вычисляется компанией Deutsche Börse AG. В конце 2020 года Deutsche Börse после консультаций принял решение увеличить состав индекса на десять дополнительных компонентов с целью более полно отражать современную структуру экономики Германии.  Также из-за скандала вокруг Wirecard кандидаты в DAX 40 должны два года работать с прибылью, а также регулярно представлять не только годовые и полугодовые, но и квартальные отчеты, прошедшие определённый аудит. 20 сентября 2021 года стал первым торговым днем DAX 40.
После завершения торгов на бирже Deutsche Börse AG рассчитывает индекс L-DAX (англ. Late DAX), который является индикатором развития индекса DAX после закрытия биржи. Расчёт L-DAX производится на основе цен акций на Франкфуртской бирже в рабочие дни биржи с 17:30 до 20:00 по Центрально-европейскому времени.
Также индекс DAX значительно влияет на динамику развития Европейской валюты.

## Список компаний, входящих в DAX
Актуальную информацию о списке компаний, охваченных индексом DAX, можно получить на официальной странице Франкфуртской фондовой биржи (на английском). Ниже представлен список компаний, входящих в листинг DAX по состоянию на август 2022 года.
| Логотип | Компания               | Отрасль                    | Тиккер | Вес в индексе (%)1 |
| ------- | ---------------------- | -------------------------- | ------ | ------------------ |
|         | Adidas                 | Oдежда и обувь             | ADS    | 2,5                |
|         | Airbus                 | Аэрокосмическая            | AIR    | 4.8                |
|         | Allianz                | Страхование                | ALV    | 6,8                |
|         | BASF                   | Химическая промышленность  | BAS    | 3,8                |
|         | Bayer                  | Химическая промышленность  | BAYN   | 5,5                |
|         | Beiersdorf             | Потребительские товары     | BEI    |                    |
|         | BMW                    | Автомобилестроение         | BMW    | 2,3                |
|         | Brenntag               | Торговля                   | BNR    | 0,9                |
|         | Continental            | Автомобилестроение         | CON    | 0,7                |
|         | Covestro               | Химия                      | 1COV   | 0.6                |
|         | Daimler Truck          | Автомобилестроение         | DAI    | 1,1                |
|         | Deutsche Bank          | Банковское дело            | DBK    | 1,7                |
|         | Deutsche Börse         | Биржевые сделки            | DB1    | 2,5                |
|         | Deutsche Post AG       | Логистика                  | DPW    | 3,1                |
|         | Deutsche Telekom       | Телекоммуникации           | DTE    | 5,6                |
|         | E.ON                   | Энергетика                 | EOAN   | 1,7                |
|         | Fresenius Medical Care | Здравоохранение            | FME    | 0,9                |
|         | Fresenius              | Здравоохранение            | FRE    | 1,1                |
|         | Hannover Re            | Страхование                | HNR1   | 0,7                |
|         | Heidelberg Materials   | Строительство              | HEI    | 0,7                |
|         | HelloFresh             | Торговля он-лайн           | HFG    | 0,4                |
|         | Henkel                 | Потребительские товары     | HEN3   | 0,9                |
|         | Infineon Technologies  | Полупроводники             | IFX    | 2,7                |
|         | Linde                  | Промышленное газоснабжение | LIN    | 10,8               |
|         | Mercedes-Benz Group    | Автомобилестроение         | MBG    | 4,9                |
|         | Merck                  | Фармацевтика               | MRK    | 1,8                |
|         | MTU Aero Engines       | Машиностроение             | MTX    | 0,8                |
|         | Munich Re              | Страхование                | MUV2   | 2,8                |
|         | Porsche                | Автомобилестроение         | PAH3   | 0,9                |
|         | Puma                   | Одежда                     | PUM    | 0,6                |
|         | Qiagen                 | Химия                      | QIA    | 0,8                |
|         | RWE                    | Энергетика                 | RWE    | 2,2                |
|         | SAP                    | Программное обеспечение    | SAP    | 8,2                |
|         | Sartorius              | Химия                      | SRT3   | 0,7                |
|         | Siemens                | Машиностроение             | SIE    | 6,8                |
|         | Siemens Healthineers   | Здравоохранение            | SHL    | 1,1                |
|         | Symrise                | Химия                      | SY1    | 1,1                |
|         | Volkswagen Group       | Автомобилестроение         | VOW3   | 2,4                |
|         | Vonovia                | Недвижимость               | VNA    | 2,0                |
|         | Zalando                | Торговля он-лайн           | ZAL    | 0.5                |

## Расчёт индекса
При вычислении DAX используются цены акций на электронной бирже XETRA. Вычисление индекса производится в рабочие дни биржи с 9:00 до 17:30 по Центрально-европейскому времени.
Расчёт идёт по формуле индекса Ласпейреса, где цены акций выбранных котирующихся компаний взвешиваются в соответствии с их рыночной капитализацией. В расчёт включаются только акции в свободном обращении. Если капитал компании разделен на несколько категорий акций (например, простые акции и привилегированные акции), используется категория с более высокой ликвидностью.